# Maria (ductrix)
Maria (* in Konstantinopel; † 1007 in Venedig) war eine Nichte des byzantinischen Kaisers Basilios II., zugleich eine Enkelin von Kaiser Romanos II. Im Jahr 1004 heiratete sie in Konstantinopel den venezianischen Mitdogen Johannes, der in der späteren Geschichtsschreibung Giovanni Orseolo heißt. Dieser war der älteste Sohn des Dogen Pietro II. Orseolo. Die hochschwangere Maria und ihr Ehemann segelten erst nach Venedig, nachdem der Kaiser von seinem Bulgarenfeldzug heimgekehrt war. In Venedig brachte Maria wenige Tage nach der Ankunft einen Jungen zur Welt. Sie starb jedoch 1007 mitsamt ihrem venezianischen Ehemann an einer Epidemie, die der zeitlich nächste Chronist als „Pestilencia“ bezeichnete, und die auch den gemeinsamen Sohn Basilios, benannt nach ihrem Onkel, nicht verschonte. 
Die Hauptquelle für die Jahrzehnte bis 1008 verfasste der besagte Chronist Johannes Diaconus. Seine Istoria Veneticorum ist eines der ältesten venezianischen Geschichtswerke. Der Verfasser stand persönlich in Diensten des Dogen und war auf höchster diplomatischer Ebene tätig; möglicherweise begleitete er das Paar auf seinen Reisen.
Der überaus einflussreiche Benediktiner Petrus Damiani verurteilte Marias Lebensstil in einem seiner Briefe (ep. 66); er stellte ihren schrecklichen Tod als göttliche Strafe für ihren Lebenswandel dar, verschwieg aber, dass sie als eine von Vielen einer Epidemie zum Opfer gefallen war. 

## Venedig zwischen den Großmächten, dynastisches Eheprojekt

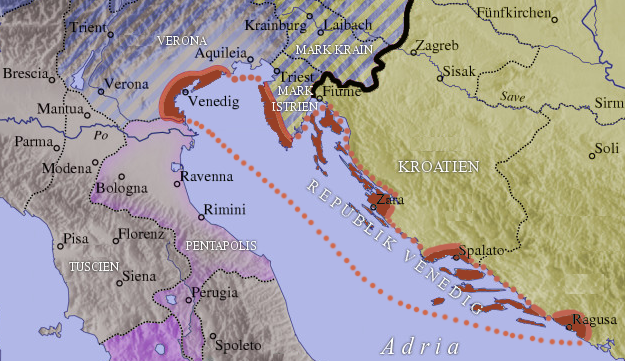
Venezianische Besitzungen um das Jahr 1000

Den Rahmen, der die Politik des Dogen und seines Sohnes und Mitdogen Johannes mitbestimmte, und damit die Rolle Marias, bildeten vor allem die Großmächte ihrer Zeit, zwischen denen sich Venedig zu behaupten versuchte. Am 19. Juli 992 erhielt Venedig eine umfassende Goldbulle, die seinen Händlern im Byzantinischen Reich enorme Vorteile verschaffte. Ähnliches gelang Venedig gegenüber dem König des Römisch-deutschen Reiches und Kaiser Otto III., der den Venezianern gleichfalls umfassende Immunitäten einräumte. 
Dem Dogen gelang es darüber hinaus, sich geschickt in die Expansionspolitik beider Kaiserreiche einzumischen. Während im Westen die byzantinische Kaisermutter Theophanu auf die Politik des jungen Westkaisers erheblichen Einfluss ausübte, und im Osten Kaiser Basileios II. die Nordgrenzen seines Reiches wieder bis an die Donau ausdehnte, gelang es Venedig, die Grundlagen für ein Seereich zwischen diesen Mächten zu legen.
Die Eroberung Dalmatiens hatte unter Absprache mit dem byzantinischen Hof stattgefunden, doch führte sie keineswegs zu einer ausschließlichen Ausrichtung der venezianischen Politik nach Osten. Pietro unterhielt zum Ausgleich auch beste Beziehungen zum Westkaiser. So hielt sich Otto III. 1001 zu einem persönlichen Treffen in Venedig auf. 
Doch die Verhältnisse in Italien änderten sich abrupt, denn 1002 starb Otto III. völlig überraschend im Alter von 21 Jahren. Oberitalien, insbesondere der Nordosten, blieb bis 1014 sich selbst überlassen. Diese Situation spielte Venedig in die Hände, das sich verstärkt seiner östlichen Einflusssphäre zuwandte. Der Doge konnte dort ein potentiell folgenreiches Eheprojekt aushandeln. Schon 1002 hatte er seinen inzwischen 18-jährigen Sohn Johannes zum Mitdogen kooptiert. 1003 schlug die venezianische Flotte die Sarazenen in Apulien, der Doge gab die Stadt Bari dem Kaiser zurück. 

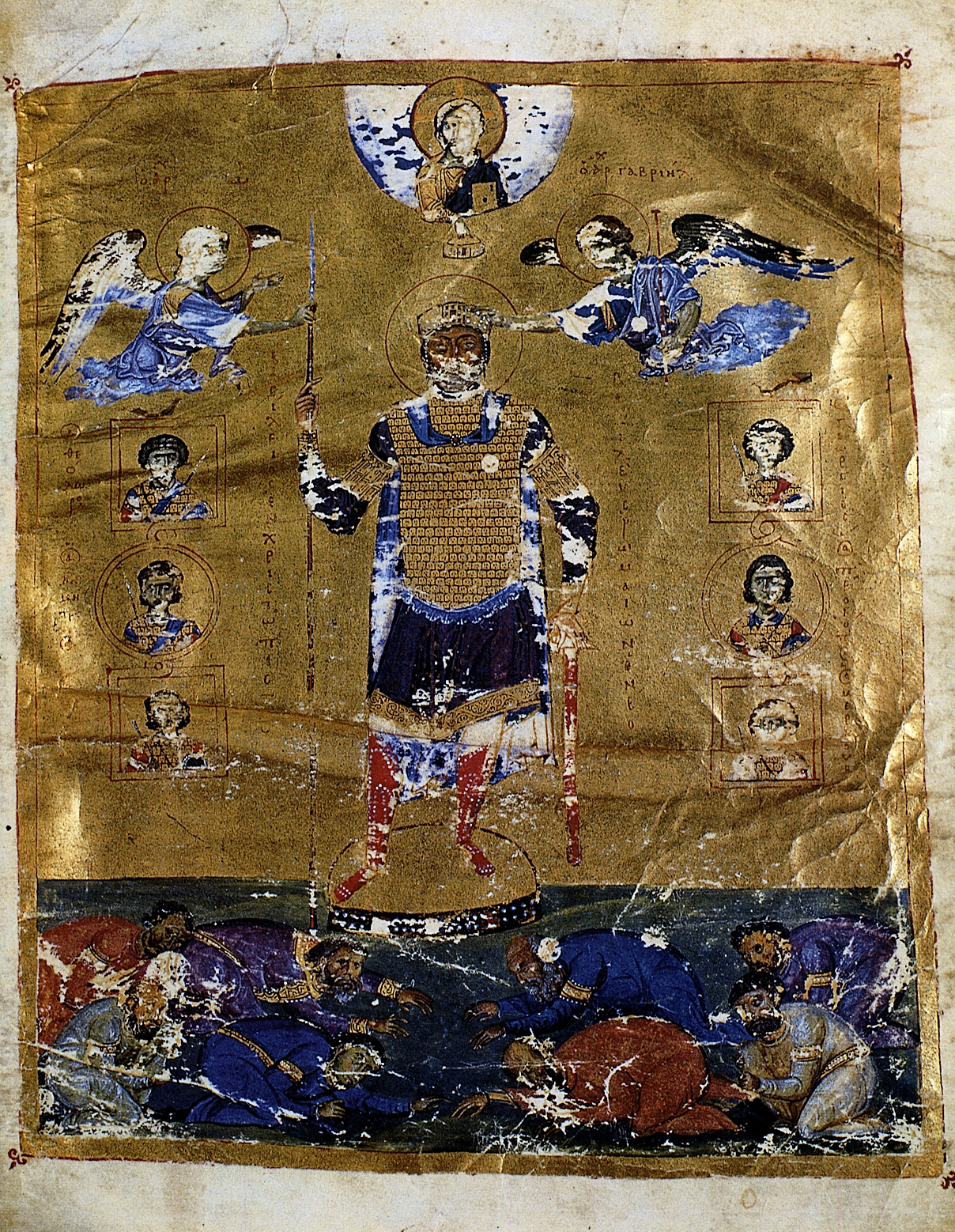
Kaiser Basileios II. im Psalter des Kaisers, 11. Jahrhundert, Biblioteca Nazionale Marciana, Ms. gr. 17, f. 3r

Zur Besiegelung des Bündnisses heiratete die byzantinische Prinzessin Maria, Nichte Kaiser Basileios' II., den Dogensohn Johannes. Ihr Vater war der Patricius Argyropoulos, dessen Vorname nicht überliefert ist. Ihre Geschwister waren der spätere Kaiser Romanos III. Argyros, dann Basileios Argyros, Leon Argyros und Pulcheria. So wurde eine tief in den kaiserlichen Führungsgruppen verankerte, junge Frau zur Ehefrau des Dogen. Deren ein Jahr später in Konstantinopel gezeugtes und in Venedig geborenes Kind erhielt zu Ehren des Kaisers seinen Namen „Basilio“, bzw. „Vasilio“ („Domna vero Maria greca ductrix non post plures dies puerum, Constantinopolim genitum, Venetiae protulit natum; quem Petrus eximius dux de sacro baptismatis lavacro suscipiens, Vassilium ob avunculi sui imperatoris nomen imposuit“ heißt es in der Istoria Veneticorum, IV, 73). 
Diese Ehe hätte der weiträumigen Politik beider Reiche ganz neue Möglichkeiten eröffnet, doch einer Epidemie („pestilentia“) im Jahr 1007 fiel sowohl der Sohn des Dogen und damit der designierte Nachfolger, als auch die byzantinische Ehefrau, bzw. Schwiegertochter zum Opfer, ebenso wie deren gemeinsamer Sohn. Pietro erhob nun seinen Zweitgeborenen Ottone zum Mitdogen. Johannes Diaconus schreibt, ein Komet habe die Katastrophe angekündigt: „Eodem itaque tempore stella cometis, cuius indicium humanum semper pronunciat flagicium, in meridiano climate apparens, quam maxima per omnes Italiae seu Veneciae fines pestilentia subsecuta est. In qua utriusque sexus humane conditionis nonnulli inopinata morte ceciderunt, inter quos domna Maria greca ductrix nec non Iohannes egregius vir suus, sedecim dierum numero in sancti Zacharie monasterio, pro dolor, uno clauduntur mausoleo“ (IV, 75). „De quorum funere non modo mesti genitores vel fraterna societas deplorabant, verum omnis patria lacrimis et dolore tabescebat (IV, 76).“
Der Doge wurde zwei Jahre später neben seinem erstgeborenen Sohn Johannes und seiner Schwiegertochter im Atrium von San Zaccaria begraben.

## Rezeption

### Hochmittelalter bis Ende der Republik
Für das Verhältnis sowohl zu den Ottonen als auch zur Makedonischen Dynastie war diese Phase von entscheidender Bedeutung, denn Venedig konnte zu beiden, weit überlegenen und überaus expansiven Kaiserreichen freundschaftliche Beziehungen halten. Diese Bemühungen mündeten in ein freundschaftliches Verhältnis mit Kaiser Otto III. und Basilios II. Als das Paar heiratete, war das westliche Kaiserreich in Italien kein Machtfaktor – bis 1014. Für das Venedig des 14. Jahrhunderts war die Deutung, die man der Herrschaft des Orseolo gab, von höchster Bedeutung im Kontinuum der äußeren Beziehungen. Das Augenmerk der Chronik des Dogen Andrea Dandolo repräsentiert dabei in vollendeter Form die Auffassungen der längst fest etablierten politischen Führungsgremien, die vor allem seit diesem Dogen die Geschichtsschreibung steuerten. Sein Werk wurde von späteren Chronisten und Historikern immer wieder als Vorlage benutzt, daher wurde es überaus dominierend für die Vorstellungen von der venezianischen Geschichte vor seiner Zeit. Wichtiger und zeitlich unmittelbar an den Ereignissen ist jedoch die Chronik des Johannes Diaconus, der in die Ereignisse offenbar persönlich involviert war. Dabei stand bei beiden Chronisten das Recht aus eigener Wurzel, mithin die Herleitung und Legitimation ihres territorialen Anspruches, im Mittelpunkt. Die Auseinandersetzungen um die Errichtung einer Erbmonarchie, die die Candiano zu ihrer Zeit durchzusetzen versuchten, und die trotz der Katastrophe von 976, bei der der Doge ermordet, ein Teil der Stadt niedergebrannt wurde, bald wieder virulent wurde. Zur Zeit Andrea Dandolos war dies in keiner Weise mehr mit den Interessen der zu dieser Zeit herrschenden Familien, vor allem aber nicht mehr mit dem Stand der Verfassungsentwicklung in Übereinstimmung zu bringen. Zugleich blieb der Ausgleich zwischen den ehrgeizigen und dominierenden Familien eines der wichtigsten Ziele, die Herleitung der herausgehobenen Position der ‚nobili‘ im Staat von großer Bedeutung. Die Etappen der politischen Entwicklungen, die schließlich zur Entmachtung des Dogen, dem man zunehmend Repräsentationsaufgaben zuwies, aber keine eigenständigen Entscheidungen mehr zugestand, war ein weiteres Darstellungsziel, auch wenn Pietro II. Orseolo geradezu das Gegenteil dieses Herrschertyps verkörperte, denn in ihm sah man geradezu absolutistische Züge. Die Erhebung seines Sohnes Johannes durch die Ehe mit Maria zu beinahe kaiserlicher Würde stellte dabei einen Höhepunkt dar, der jedoch ein jähes Ende durch die besagte Epidemie fand.
Die älteste volkssprachliche Chronik Venedigs, die Cronica di Venexia detta di Enrico Dandolo aus dem späten 14. Jahrhundert beschreibt zwar die väterliche Eroberung von „Dalmatia et Croatia“, und auch, dass „Octo Orsiolo“, der Sohn des Dogen, an anderer Stelle auch „Otto Ursiollo“ genannt, als Rektor nach Ragusa ging. Auch den Besuch Ottos III. beschreibt sie knapp, erwähnt jedoch Johannes mit keinem Wort.

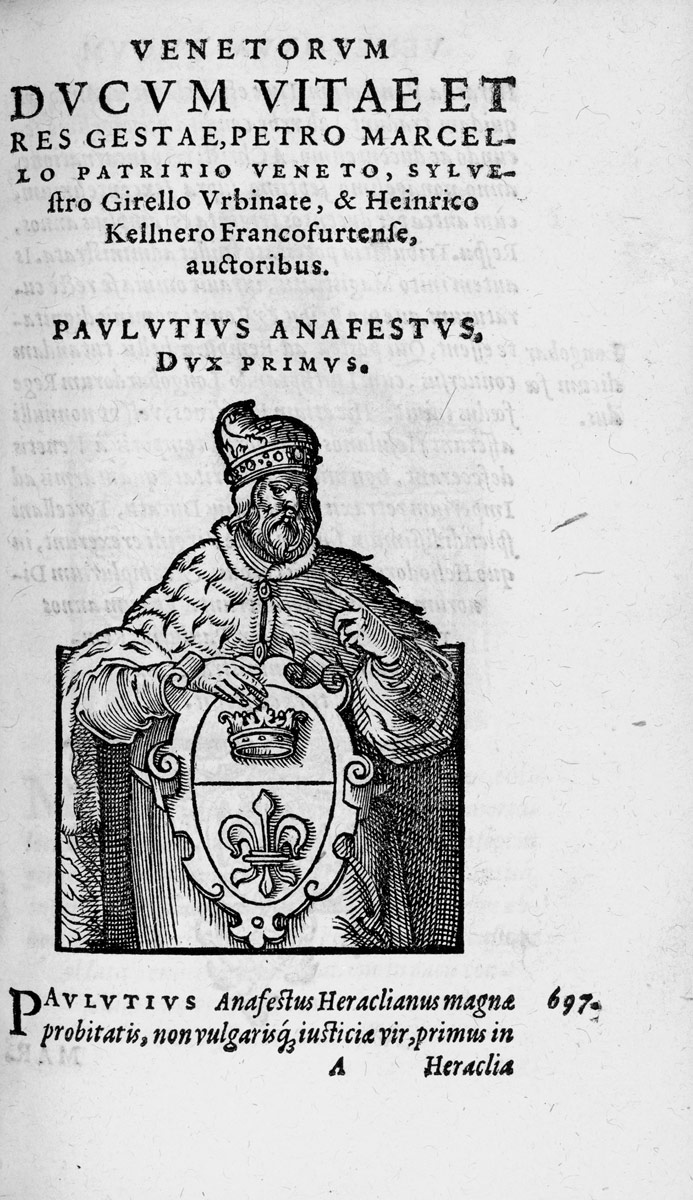
Seite aus einer Ausgabe der Vite de'prencipi di Vinegia des Pietro Marcello, die den (angeblichen) ersten Dogen darstellt.

Pietro Marcello meinte hingegen 1502 in seinem später ins Volgare unter dem Titel Vite de'prencipi di Vinegia übersetzten Werk, dem Dogen sei wegen seiner Verdienste „per publico consentimento“ gestattet worden, seinen Sohn „Giouanni“ zum „compagno“ zu erheben. Dieser sei mit seiner Frau und seinem Bruder „Otone“ sowie vielen Geschenken aus Konstantinopel zurückgekehrt und sei gestorben. Nachdem Pietro glücklich 18 Jahre lang regiert habe, ergänzt der Verfasser unmittelbar nach dem tragischen Tod von Sohn, Schwiegertochter (und Enkel, den Marcello nicht erwähnt), starb der Doge.
Nach der für die frühere venezianische Geschichte vor 1280 eher lakonischen, 1532 fertiggestellten Chronik des Gian Giacomo Caroldo, den Historie venete dal principio della città fino all’anno 1382, folgt ein vergleichsweise detailreicher Bericht über Pietro II. Der Autor meint, die Kaiser „Basilio et Constantino“ hätten den Dogen gebeten, seinen Sohn nach Konstantinopel zu schicken, der „honorato“ und mit ‚nicht geringen Geschenken‘ zurückkehrte (S. 79). Auch den Konflikt mit den Narentanern am Ostrand der Adria suchte der Doge durch Ehepläne zu lösen. „Serigna“, der von seinem Bruder vertrieben worden war, verbündete sich mit Venedig und überließ dem Dogen seinen Sohn „Steffano“ als Geisel. Diesen verheiratete der Doge mit seiner Tochter „Nicela“. Nachdem Otto III. Venedig verlassen hatte, rief der Doge das Volk zusammen, um von dem heimlichen Treffen mit dem Kaiser zu berichten. Wegen der großen Verdienste des Dogen forderte ihn das Volk auf, seinen Sohn zum Mitdogen zu erheben. Eine Flotte unter der Führung des Mitdogen versorgte das von Sarazenen belagerte Bari mit Lebensmitteln. Zusammen mit der Flotte unter Führung des kaiserlichen „Gregorio capitano“ besiegte er die Belagerer in einer Seeschlacht. Die beiden Dogensöhne Johannes und Otto wurden von den Kaisern in Konstantinopel mit großen Ehren empfangen. Johannes gab man Maria zur Frau. Als er mit ihr nach Venedig zurückkehren wollte, bat ihn Kaiser Basileios zu warten, bis er die Bulgaren besiegt habe. Nach seiner Rückkehr erhielt Johannes den Titel eines Patricius. Mit den Reliquien der hl. Barbara und zusammen mit „Otho“ kehrte das Paar zurück, das kurz nach der Rückkehr einen Sohn bekam, der den Namen „Basilio“ erhielt. Doch im 15. Jahr des Dogen kam ein Sterben, wie „quasi“ überall in der Welt. Man fand kein Heilmittel („remedio“), denn was dem einen half, schadete dem anderen. Die Erkrankten wurden lethargisch und ließen sich von der „pestilenza“ überwältigen. Am 16. Tag starben auch Johannes und Maria. Um den Dogen zu trösten, erhoben die Venezianer Otho auf Torcello zum Mitdogen. 
Heinrich Kellner setzt in seiner 1574 erschienenen Chronica das ist Warhaffte eigentliche vnd kurtze Beschreibung, aller Hertzogen zu Venedig Leben ebenfalls mit einer sehr positiven Beurteilung der äußeren und inneren Situation ein, und kommt zu dem Schluss: „Umb seiner verdienst willen / gegen dem gemeinen Nutzen“ wurde dem Dogen schließlich erlaubt, „daß er seinen Son Johannem zu einem Gehülffen oder Coadiutum neme.“ Doch starb dieser, nachdem er „mit seinem Weib / unnd seinem Bruder Otone“ aus Konstantinopel zurückgekehrt war. 
In der Übersetzung von Alessandro Maria Vianolis Historia Veneta, die 1686 in Nürnberg unter dem Titel Der Venetianischen Hertzogen Leben / Regierung, und Absterben / Von dem Ersten Paulutio Anafesto an / biss auf den itzt-regierenden Marcum Antonium Justiniani erschien, berichtet der Autor: „Durch allgemeine Verwilligung“ sei es dem Dogen „zugelassen worden / daß er seinen Sohn Johannem zu einen Gehülffen/zu sich nehmen mögen“. Doch sei dieser zusammen mit seiner Frau nach der Rückkehr aus Griechenland „an der damalig grassirenden Pest“ gestorben. Nur wenige Tage danach habe der Doge, da auch noch viele Venezianer an der Krankheit starben, in großer „Bekümmerniß“ seinen Geist aufgegeben und sei seinem Sohn nachgefolgt.

### Historisch-kritische Darstellungen (ab dem 18. Jahrhundert)
Johann Friedrich LeBret publizierte ab 1769 seine vierbändige Staatsgeschichte der Republik Venedig, in deren erstem Band er darlegt, dass schon vor dem Feldzug gegen die Narentaner der Doge seinen Sohn Johannes nach Konstantinopel geschickt, wo er die Einwilligung des Kaisers erhalten habe. Danach schildert der Autor die Vertreibung der Sarazenen vor Bari. Die byzantinischen Kaiser initiierten nun ein Eheprojekt, durch das Maria, „eine Tochter des Patricius Argyropulos“, Johannes, den ältesten Dogensohn ehelichte. Wegen seiner Ausführlichkeit vermutet LeBret, dass Johannes Diaconus gemeinsam mit dem Dogensohn gereist sei. Der Autor berichtet ausführlich: „So bald der Bräutigam bey Hofe angekommen war, so kam er und seine durchlauchtigste Braut in der Kapelle zusammen, wo sie der Patriarch einsegnete. Die beyden Kaiser legten ihnen die Hände auf, und kröneten sie mit goldenen Kronen. Hierauf wurden bey Hofe drey Tage nach einander, die Beylagersfeyerlichkeiten in der größten Pracht und einer Verschwendung, welche den griechischen Kaisern eigen war, begangen. Einem jeden, der bey Hofe erschienen war, wurden Geschenke ausgetheilet, und die Neuverlobten begaben sich in den Pallast, den die Prinzessinn Maria zur Morgengabe erhalten hatte. Basilius nahm einen Feldzug wider die Bulgaren vor, und bath den Johannes, sich an seinem Hofe bis zu seiner Rückkehr zu verweilen. Nachdem der Kaiser zurück gekommen war, erhob er den Herzog Johannes mit allen Feyerlichkeiten zur Würde eines Patriciers, und behandelte ihn in allen Stücken als einen Prinzen vom Geblüte. Seinem jüngeren Bruder, dem Otto, machte er ansehnliche Geschenke, übergab den Neuverlobten die sehr reiche Morgengabe, und entließ sie. Den Aeltern der Maria und dem ganzen Hofe kostete dieser Abschied die zärtlichsten Thränen; man erwies der Prinzessinn überall, wo sie auf ihrer Reise hinkam, die ihrem Stande gebührende Ehrenbezeugungen, und in Venedig erwartete der Doge seinen Sohn mit größter Sehnsucht. Man schickte der Prinzessinn und ihrem Gemahle Schiffe entgegen, und empfieng sie bey dem fürstlichen Pallaste mit dem größten Gepränge. Die Lustbarkeiten und die Freudenbezeugungen daureten noch eine Weile fort, und man bemerkete überall einen wahrhaftig königlichen Staat. Die Freude des Dogen wurde vollkommen, als Maria von einem Prinzen entbunden wurde, welchen der Doge zur Taufe hob, und nach dem mütterlichen Oheim Basilius nennen ließ. Diese Prinzessinn scheint die Ueppigkeit in Venedig und in ganz Italien ausgebreitet zu haben. Peter von Damiano schildert uns ihre Lebensart fast als sybaritisch. Sie hatte kein gemeines Wasser, sondern ließ sich durch ihre Bediente Thau vom Felde sammlen, in welchem sie sich zur Erhaltung ihrer Schönheit badete. Sie führete Verschnittene an ihrem Hofstaate ein , welche ihre Speisen vorschneiden mußten. Ihr Zimmer war mit wohlriechendem Geruche ausgefüllt. Aber wer wird nicht über den heiligen Damiani lachen, wenn er das goldene Messer, und die zweyzackichte Gabel auch zu den Ueppigkeiten der Prinzessinn rechnete? Wie roh müssen die Sitten dieses Jahrhunderts gewesen, und wie viel Aufsehen müssen die griechischen Galanterien gemacht haben?“ (S. 249 f.). Doch der Geist des Dogen wurde nach all den Erfolgen, wie der Autor meint, nun durch „Widerwärtigkeiten“ geprüft. Als erste starb Maria „durch diese giftige Seuche überfallen; und kaum war sie eine Leiche, so folgete ihr nach sechzehn Tagen auch ihr Gemahl Johannes in dem Tode nach.“ Die beiden wurden in San Zaccaria beigesetzt. Zum Trost forderte das Volk den Dogen auf, seinen 14-jährigen Sohn Otto „zum Mitregenten anzunehmen“.
Samuele Romanin, der sehr detailreich darstellende und in den historischen Zusammenhang einbettende Historiker, der diese Epoche 1853 im ersten der zehn Bände seiner Storia documentata di Venezia darstellte, meint, die byzantinischen Kaiser hätten Dalmatiens niedergegangene Städte lieber in den Händen des befreundeten Venedig, als in denen der Piraten gesehen. Einmütig räumte der Concio, die Volksversammlung, dem Dogen den Titel „Duca di Dalmazia“ ein. Zwei Jahre nach Ottos Besuch „gli fu dato volentieri a collega il figlio Giovanni“, ‚wurde ihm gern sein Sohn Johannes als Kollege beigegeben‘ (S. 286). Auch mit den Ostkaisern setzten sich die guten Beziehungen fort. Venedig gab nach der Rückeroberung Bari zurück und half bei der Vertreibung der Sarazenen. Nach Romanin erfolgte die Einladung des Dogensohnes an den Hof in Konstantinopel aus Dankbarkeit für die Rückgabe Baris. Giovanni und Ottone reisten an den Hof, der Ältere erhielt Maria zur Frau, eine Tochter der Kaiserschwester und des Patrizius „Argiro“. Dabei werden Verehelichung und Verleihung des Patriziustitels im Hippodrom von Romanin geschildert. Doch das Paar fiel, aller Wahrscheinlichkeit („a quanto pare“) mitsamt dem Sohn Basilio, der erstmals in Venedig grassierenden Pest zum Opfer, auf die der Hunger folgte. Trotz der Not gestattete das mit dem Dogen leidende Volk die Einsetzung des jüngeren Sohnes Ottone als Mitdoge. 

Italien und der Adriaraum um 1000. Gfrörer deutet die Aufteilung Bayerns in die Marken Kärnten und Verona als Umklammerung Venedigs im Rahmen der Weltpolitik Ottos II., während mit dessen Sohn Otto III. eine für Venedig sehr viel günstigere Epoche begann. Die Verehelichung des Dogensohnes mit einer kaiserlichen Nichte erhielt damit einen neuen Stellenwert.

August Friedrich Gfrörer († 1861) nimmt in seiner, erst elf Jahre nach seinem Tod erschienenen Geschichte Venedigs von seiner Gründung bis zum Jahre 1084 an, dass die Überlieferung „lückenhaft“ sei, „und zwar“, wie er meint, „meines Erachtens darum, weil die Chronisten aus Staatsrücksichten Vieles verschwiegen haben.“ Die Gegner der Orseolo, die Anhänger der „byzantinischen Partei“ in der Stadt, die Gfrörer über die gesamte davor liegende Geschichte Venedigs am Werke sieht, und die sich einer pro-westlichen Partei gegenübersah, hätte sich um diese Zeit verändert: Sie standen nun nicht mehr für die byzantinische Seite, sondern für die venezianische Unabhängigkeit und die Verfassung. Dies hing wiederum damit zusammen, dass Byzanz für Venedig keine Gefahr mehr dargestellt habe, im Gegensatz zu den Ottonen, dass es aber als Widerpart gegen diese Ottonen sehr nützlich sein konnte. Die Einsetzung eines neuen Dogen lag inzwischen beim Großen Rat (dessen frühe Existenz Gfrörer bereits ab 959 mutmaßt (S. 390)), nicht mehr beim Ostkaiser. Diese Partei sei mit Pietro II. 992 an die Macht gelangt (S. 357 f.). Im Gegensatz zum schwachen Westkaiser forderten die beiden Ostkaiser Constantin und Basilius den Dogen auf, seinen Sohn nach Konstantinopel zu schicken. Laut Dandolo, den Gfrörer im Folgenden übersetzt, habe der Doge nach der Hilfsaktion für Bari seine Söhne Otto und Johann nach Konstantinopel geschickt. „Ja, Mitdoge Johann erhielt eine Nichte der beiden Herrscher, Maria, die Tochter ihrer leiblichen Schwester und des erlauchten Herrn Argyropolus, zur Gemahlin“ (S. 416). Auch Gfrörer schildert die Hochzeitszeremonie und „Constantin und Basil, legten ihnen die Hände auf das Haupt, um sie einzusegnen, auch wurden die Neuvermählten mit Kronen geschmückt“. Nach der Rückkehr vom Bulgarenfeldzug erhob Basilios den Dogensohn zum Patricius. Maria „schenkte er die Reliquien der h. Barbara“ (S. 417). Diese Reliquien wurden nach der Rückkehr nach Venedig in der „Dogencapelle“ niedergelegt. Die ausführliche Schilderung durch Johannes Diaconus betrachtet Gfrörer als eine Art Hofberichterstattung. Maria war „eine leibliche Enkelin des hochseligen Basileus Romanus II.“, sie war eine Nichte der beiden genannten Kaiser und eine Nichte „der verstorbenen deutschen Kaiserin Theophano traurigen Gedächtnisses“ (S. 418 f.). Der Doge schien am Ziel seiner dynastischen Pläne zu sein. Für Gfrörer ist das, was Johannes Diaconus behauptet, dass nämlich der Doge seinen Sohn nur auf massiven Druck der Kaiser nach Konstantinopel geschickt habe, eine „Unverschämtheit“. Der Doge habe nur den Zorn des Kaiserreichs gefürchtet, so beruhigte er die Venezianer, während er in Wirklichkeit seine dynastischen Pläne verfolgte. Weil LeBret über Damianis Urteil über Maria spottet, kontert Gfrörer: „Lebret, Verfasser der Geschichte von Venedig, ein Mensch von überaus knappem Verstande, der sich aber selbst für weise und aufgeklärt hielt, spottet über die angebliche Dummheit Peters Damiani, der den Gebrauch einer goldenen Gabel als verdammlich verschreie.“ Gfrörer hingegen glaubte, diese Abneigung habe Damiani aus den venezianischen Quellen geschöpft, die eine Abneigung gegen die Byzantinerin, ihren Verstoß gegen einfache Sitten und die Sparsamkeit verurteilt hätten (S. 422). Gfrörer deutet sogar an, dass Maria und Theophanu Teil eines byzantinischen Systems gewesen seien, den Aufstieg der westlichen Mächte zu verhindern: „Hätten viele Venetianerinnen … das von Maria gegebene Vorbild nachgeahmt, so würde das Seeland nie zu der Höhe von Macht aufgestiegen sein, die es wirklich erreichte.“ „Immerhin“, so der Autor, „steht fest, daß Luxus eines der Reizmittel ist, mit welchen Despotie freie und unverdorbene Völker zu ködern pflegt“ (S. 422). Schließlich schildert Gfrörer den drei Monate leuchtenden Kometen, worauf „Hungersnoth und Seuchen“ folgten, „welche letztere auch in das herzogliche Haus von Venedig einschlugen : innerhalb 16 Tagen sanken die Herzogin Maria und deren junger Gemahl in's Grab. Wären beide länger am Leben geblieben, so würde vielleicht die Umwälzung von 1026 um mehrere Jahre früher ausgebrochen sein“.
Pietro Pinton, der Gfrörers Werk im Archivio Veneto in den Jahresbänden XII bis XVI übersetzte und annotierte, korrigierte zahlreiche Annahmen Gfrörers, insbesondere wenn es um solche ging, zu denen der Beleg aus den Quellen fehlte oder zu ihnen in Widerspruch stand. Seine eigene kritische Auseinandersetzung mit Gfrörers Werk erschien erst 1883, gleichfalls im Archivio Veneto. Die Mutmaßung Gfrörers, es habe einen Zusammenhang zwischen dem Heiratsplan zwischen dem Dogensohn Johannes und der byzantinischen Prinzessin Maria, der Mitregentschaft dieses Sohnes und der Eroberung Baris gegeben, weist Pinton zurück. Sowohl die Pläne mit Kaiser Heinrich II., die Johannes Diaconus unmittelbar vor dem Eheprojekt schildert, als auch die mit den Ostkaisern dienten vor allem der ökonomischen Sicherung. Die Fernhändler Venedigs betrachteten die Ehepläne daher eher wohlwollend als ablehnend, wie Gfrörer glaubt. In Pintons Augen dienten derlei Ehen vor allem dazu, Angriffe von Seiten der jeweiligen Staaten zu vermeiden, weniger, um dynastische und absolutistische Pläne gegen den angeblichen Widerstand der Venezianer zu verfolgen.
Francesco Zanotto war in seinem 1861 erschienenen Il Palazzo ducale di Venezia sicher, dass es bloße Dankbarkeit seitens der Ostkaiser für die Rettung Baris war, die sie dazu veranlasste, dem Dogensohn eine Prinzessin zur Frau zu geben. Die große Zuneigung des Volkes führte dazu, dass ihm das Recht eingeräumt wurde, seinen Sohn Johannes zum Mitdogen zu erheben, der, obwohl so jung, vielversprechend war. Nach der Rückgabe Baris forderten die byzantinischen Kaiser den Dogen auf, seinen Sohn Johannes nach Konstantinopel zu schicken, um Maria zu ehelichen, Tochter des Patricius „Romano Argiropulo“ und Schwester des Kaisers Basilios. Die Brüder Johannes und Otto wurden mit einer „splendidezza veramente orientale“ empfangen (S. 63). Die Kaiser selbst waren während der Zeremonie nicht nur anwesend, sondern sie bekrönten die frisch Verheirateten mit goldenen Kronen, mit denen sie die beiden dem Hof und dem Volk präsentierten – Zanotto verweist damit implizit auf eine angedachte Thronfolge in Byzanz. Kurz nach ihrer Rückkehr nach Venedig kam ihr gemeinsamer Sohn zur Welt, und zur Feier dieses Ereignisses gab der Doge 1250 „lire piccole“ zugunsten des Volkes aus. Schließlich stattete der Doge die Markuskirche aus, darunter, wie Johannes Diaconus schreibt, und wie der Autor in einer Fußnote anmerkt, ein „dedalico instrumento“, was seit Filiasi als ‚seltene Orgel‘ („organo raro“) gedeutet wurde. Doch nun überfiel die Stadt die Pest, der auch der Sohn, die Schwiegertochter, der Enkel des Dogen zum Opfer fielen. Zum Trost gestattete das Volk dem Dogen, seinen drittgeborenen Sohn Otto zum Mitdogen zu erheben, obwohl dieser erst 14 Jahre zählte. Pietro fand seine letzte Ruhestätte in San Zaccaria bei seinen Angehörigen, die der Pest zum Opfer gefallen waren.
Emmanuele Antonio Cicogna vermerkt im ersten, 1867 erschienenen Band seiner Storia dei Dogi di Venezia, dass die Venezianer nach der Eroberung Dalmatiens und dem Besuch Ottos III. um 1001 wollten, dass der Doge seinen Sohn Johannes zum Mitdogen erhebe. Pietro gelang der Sieg vor Bari, wo Byzantiner und Venezianer gemeinsam die Sarazenen vertrieben. Nach der Ehe von Johannes und Maria, ihrer feierlichen Rückkehr, fielen diese mitsamt dem Enkel Basilio der Pest zum Opfer. Ihr Vater wurde 1008 in San Zaccaria bei seinem Ältesten, der Schwiegertochter und dem Enkel beigesetzt.
Heinrich Kretschmayr sah in Otto III. und Petrus ähnliche Naturen, „dasselbe Bildungsinteresse, dieselbe Neigung für das Phantastische“, jedoch beim Dogen „gebändigt durch prüfende Überlegung und klaren Willen“. Er sah im Dogen eine Persönlichkeit, die sich „in einsamer Größe weit über alle ihre italienischen Zeitgenossen emporhebt“. „Er wurde zum eigentlichen Gründer der Stadt Venedig.“ Während der erste und dritte Sohn, Johannes und Otto, zu Mitdogen erhoben wurden, nämlich 1002 bzw. 1008, wurden der zweite und der vierte Sohn, Orso und Vitale, zu Patriarchen von Grado. Außenpolitisch bezeugen die Ehen seiner Söhne Johannes und Otto – mit der Byzantinerin Maria und der gleichnamigen Schwester König Stephans von Ungarn, die zugleich Schwägerin Kaiser Heinrichs II. war –, dass Venedig für kurze Zeit auf der gleichen Ebene agierte, wie die beiden Kaiserreiche. König Otto hob 996 den Drittgeborenen des Dogen, Ottone, aus der Taufe. Bei seinem Venedigbesuch hob der Kaiser wieder ein Kind des Dogen aus der Taufe. Gemeinsam besiegten Byzantiner und Venezianer vom 16. bis 18. Oktober 1002 die Sarazenen. Nach Kretschmayr verstand es sich von selbst, „daß er neben seinen als Ebenbild der Talente des Vaters gepriesenen ältesten Sohn Johannes, einmal zum Jüngling herangereift, zu seinem Mitregenten erhob (1002)“. Nach dem Autor erfolgte die Eheschließung etwa im Juli 1004. Doch „Johannes, Maria und ihr Söhnchen erlagen rasch nacheinander einer pestartigen Seuche“.
John Julius Norwich meint in seiner 1977 erstmals aufgelegten History of Venice, „Pietro Orseolo II towers above the other Doges of his day like a giant among pygnies“. Dem Dogen war die Beziehung zu Byzanz wichtiger als die zum Reich, für das er seinen ältesten Sohn aufsparte, der jedoch mitsamt seiner Familie einer Epidemie zum Opfer gefallen sei. Ihn hatte er, nach über sechzig Jahren habe sich dies zum ersten Mal wiederholt, zum Mitdogen erhoben. Dies alles sei im Rahmen einer weiträumig angelegten Heiratspolitik geschehen.